# Bernhard Britz
Bernhard Rudolf Britz (ur. 27 marca 1906 w Skänninge – zm. 31 maja 1935 we Floda) – szwedzki kolarz szosowy, dwukrotny medalista olimpijski.

## Kariera
Największe sukcesy w karierze Bernhard Britz osiągnął w 1932 roku, kiedy zdobył dwa medale podczas igrzysk olimpijskich w Los Angeles. Wspólnie ze Svenem Höglundem i Arne Bergiem zdobył brązowy medal w drużynowej jeździe na czas. Na tych samych igrzyskach Britz trzeci był również w rywalizacji indywidualnej, ulegając jedynie dwóm Włochom: Attilio Pavesiemu i Guglielmo Segato. Dziesięciokrotnie zdobywał złote medale szosowych mistrzostw kraju, w tym siedem drużynowo i trzy indywidualnie. W 1930 roku zdobył złoty medal w wyścigu drużynowym na mistrzostwach krajów nordyckich w Kopenhadze, a trzy lata później w Oslo zwyciężał zarówno indywidualnie jak i w drużynie. W 1933 roku wygrał szwedzki Mälaren Runt. Nigdy nie zdobył medalu na szosowych mistrzostwach świata.